# 경기도의 무형문화재
경기도의 무형문화재는 무형문화재 중에서 경기도 내에 있는 문화재를 의미한다.

## 지정목록
| 번호   | 사진 | 명칭                                          | 소재지                                              | 관리자 (단체)             | 지정일                                                                   | 참조 |
| 1호    |      | 계명주(엿탁주) (鷄鳴酒(엿탁주))               | 경기 남양주시 수동면 지둔로445번길 33-22            |                           | 1987년 2월 12일 지정                                                     |      |
| 2호    |      | 부의주(동동주) (浮蟻酒(동동주))               | 경기 화성시 향남읍 구문천리 540-4                   |                           | 1987년 5월 14일 지정                                                     |      |
| 3호    |      | 청자장 (靑磁匠)                               | 경기 이천시 신둔면 수광리 323-4                     |                           | 1988년 12월 2일 지정                                                     |      |
| 4호    |      | 분청,백자장 (粉靑,白磁匠)                     | 경기 경기전역                                       |                           | 1988년 12월 2일 지정                                                     |      |
| 5호    |      | 백자장 (白磁匠)                               | 경기 경기전역                                       |                           | 1989년 10월 1일 지정                                                     |      |
| 6호    |      | 고장 (鼓匠)                                   | 경기 구리시 교문동 327-59                           |                           | 1989년 6월 1일 지정                                                      |      |
| 7호    |      | 백동연죽장 (白銅煙竹匠)                       | 경기 안성시 봉산동 392                              |                           | 1989년 12월 29일 지정                                                    |      |
| 8호    |      | 승무,살풀이춤 (僧舞,살풀이춤)                 | 경기 수원시 장안구                                  |                           | 1991년 10월 19일 지정                                                    |      |
| 9호    |      | 줄타기 (줄타기)                               | 경기 광주시                                         |                           | 1991년 10월 19일 지정                                                    |      |
| 10호   |      | 방짜유기장 (方字鍮器匠)                       | 경기 군포시 대야미동 609번지                        |                           | 1992년 6월 5일 지정                                                      |      |
| 11호   |      | 조선장 (造船匠)                               | 경기 하남시 배알미동 1                              |                           | 1993년 10월 30일 지정                                                    |      |
| 12호   |      | 군포당정옥로주 (軍浦堂井玉露酒)               | 경기 안산시 단원구 고잔동758                        |                           | 1994년 12월 24일 지정                                                    |      |
| 13호   |      | 남한산성소주 제조기능 (南漢山城燒酒 製造技能) | 경기 광주시                                         | 강석필                    | 1994년 12월 24일 지정                                                    |      |
| 14호   |      | 소목장 (小木匠)                               | 경기 수원시                                         |                           | 1995년 8월 7일 지정                                                      |      |
| 14-1호 |      | 소목장(백골) (小木匠(白骨))                   | 경기 광주시                                         | 김의용                    | 2002년 11월 25일 지정                                                    |      |
| 14-2호 |      | 소목장(가구) (小木匠(家具))                   | 경기 남양주시                                       |                           | 2006년 3월 20일 지정                                                     |      |
| 15호   |      | 구리갈매동도당굿 (九里葛梅洞都堂굿)           | 경기 구리시 갈매동                                  |                           | 1995년 8월 7일 지정                                                      |      |
| 16호   |      | 지장 (紙匠)                                   | 경기 가평군 청평면 청평리 625-8                     |                           | 1996년 12월 24일 지정                                                    |      |
| 17호   |      | 생칠장 (生漆匠)                               | 경기 안양시 동안구 부림동 부영APT 309-1508          |                           | 1997년 9월 30일 지정                                                     |      |
| 18호   |      | 옥장 (玉匠)                                   | 경기 의정부시                                       |                           | 1997년 9월 30일 지정                                                     |      |
| 19호   |      | 입사장 (入絲匠)                               | 경기 안성시 보개면 기좌리 252                       |                           | 1997년 9월 30일 지정                                                     |      |
| 20호   |      | 광명농악 (光明農樂)                           | 경기 광명시 철산3동 222                             |                           | 1997년 9월 30일 지정                                                     |      |
| 21호   |      | 안성남사당풍물놀이 (安城男寺黨風物놀이)       | 경기 안성시 석정동 20-1                             |                           | 1997년 9월 30일 지정                                                     |      |
| 22호   |      | 고양송포호미걸이 (高陽松浦호미걸이)           | 경기 고양시 덕양구 주교동603-1                      |                           | 1998년 4월 6일 지정                                                      |      |
| 23호   |      | 김포통진두레놀이 (金浦通津두레놀이)           | 경기 김포시 통진읍 마송리 160-27                    |                           | 1998년 4월 6일 지정                                                      |      |
| 24호   |      | 나전칠기장 (螺鈿漆器匠)                       | 경기 성남시                                         |                           | 1998년 9월 21일 지정                                                     |      |
| 24-1호 |      | 나전칠기장 (螺鈿漆器匠)                       | 경기 양주시 덕계동 702-2번지                        |                           | 1998년 9월 21일 지정                                                     |      |
| 25호   |      | 자수장-궁수 (刺繡匠-宮繡)                     | 경기 남양주시 와부읍 덕소로 286-1                   |                           | 1998년 9월 21일 지정                                                     |      |
| 25-1호 |      | 자수장(민수) (刺繡匠(民繡))                   | 경기 용인시                                         |                           | 1998년 9월 21일 지정                                                     |      |
| 26호   |      | 벼루장 (硯匠)                                 | 경기 이천시                                         |                           | 1998년 9월 21일 지정                                                     |      |
| 27호   |      | 상여·회다지소리 (喪輿·회다지소리)             | 경기 경기전역                                       |                           | 1998년 9월 21일 지정                                                     |      |
| 27-1호 |      | 양주상여·회다지소리 (양주상여·회다지소리)     | 경기 양주시                                         | 양주시                    | 1998년 9월 21일 지정                                                     |      |
| 27-2호 |      | 화성상여·회다지소리 (화성상여·회다지소리)     | 경기 화성시 팔탄면 구장리 772                       |                           | 1998년 9월 21일 지정, 1999년 9월 21일 해제, 해제사유 미상                |      |
| 27-3호 |      | 양평상여·회다지소리 (양평상여·회다지소리)     | 경기 양평군 양동면 도소리길 41                      |                           | 1998년 9월 21일 지정                                                     |      |
| 27-4호 |      | 고양상여회다지소리                            | 경기 고양시 덕양구 무원로 54번길 7-20               | 고양상여회다지소리 보존회 | 2017년 6월 16일 지정                                                     |      |
| 28호   |      | 단청장 (丹靑匠)                               | 경기 수원시                                         |                           | 1999년 10월 18일 지정                                                    |      |
| 29호   |      | 화각장 (華角匠)                               | 경기 이천시                                         |                           | 1999년 10월 18일 지정                                                    |      |
| 30호   |      | 악기장 (북메우기,임선빈) (樂器匠)             | 경기 안양시 만안구 석수1동 104-157                  |                           | 1999년 10월 18일 지정                                                    |      |
| 30-1호 |      | 북메우기 (북메우기)                           | 경기 안양시 만안구 박달2동 607-1 삼신(아) 6동 408호 |                           | 1999년 10월 18일 지정                                                    |      |
| 30-2호 |      | 현악기 (현악기)                               | 경기 용인시 기흥구 보라동 271-4                     |                           | 1999년 10월 18일 지정                                                    |      |
| 31호   |      | 경기소리 (京畿소리)                           | 경기 경기전역                                       |                           | 1999년 10월 18일 지정                                                    |      |
| 31-1호 |      | 휘몰이잡가 (휘몰이잡가)                       | 경기 고양시 덕양구 토당동 836-8                     |                           | 1999년 10월 18일 지정                                                    |      |
| 31-2호 |      | 긴잡가 (긴잡가)                               | 경기 과천시 갈현동 433-2                            |                           | 2000년 8월 21일 지정                                                     |      |
| 32호   |      | 송서·율창 (誦書·律唱)                         | 경기 동두천시 생연2동 822                           |                           | 2000년 8월 21일 지정                                                     |      |
| 33호   |      | 파주금산리민요 (파주금산리民謠)               | 경기 파주시 탄현면 금산리 35                        |                           | 2000년 8월 21일 지정                                                     |      |
| 34호   |      | 안성향당무 (安城香堂舞)                       | 경기 안성시 미양면 개정리 467                       |                           | 2000년 8월 21일 지정                                                     |      |
| 35호   |      | 포천메나리 (포천메나리)                       | 경기 포천시 가산면 방축리 263                       |                           | 2000년 8월 21일 지정                                                     |      |
| 36호   |      | 대목장 (大木匠)                               | 경기 경기전역                                       |                           | 2001년 11월 5일 지정                                                     |      |
| 36-1호 |      | 각수 (각수)                                   | 경기 수원시                                         |                           | 2001년 11월 5일 지정                                                     |      |
| 36-2호 |      | 도편수 (도편수)                               | 경기 성남시                                         |                           | 2001년 11월 5일 지정                                                     |      |
| 37호   |      | 옹기장 (甕器匠)                               | 경기 여주시 금사면 이포리 산13                      |                           | 2002년 11월 25일 지정                                                    |      |
| 38호   |      | 풀피리 (풀피리)                               | 경기 포천시 영북면 자일2리 959-20                   |                           | 2002년 11월 25일 지정                                                    |      |
| 39호   |      | 조각장 (彫刻匠)                               | 경기 부천시 소사본동 주공아파트 202-603             |                           | 2004년 1월 5일 지정                                                      |      |
| 40호   |      | 서각장 (서각장)                               | 경기 평택시 비전동 어인남로 40-8                    |                           | 2004년 1월 5일 지정                                                      |      |
| 41호   |      | 사기장(백자) (沙器匠(白磁))                   | 경기 이천시                                         |                           | 2005년 2월 7일 지정                                                      |      |
| 41-1호 |      | 사기장(청화백자) (沙器匠(靑華白磁))           | 경기 여주시                                         |                           | 2005년 2월 7일 지정                                                      |      |
| 41-2호 |      | 사기장-분청사기 (砂器匠-粉靑沙器)             | 경기 광주시                                         | 박상진                    | 2011년 6월 17일 지정                                                     |      |
| 42호   |      | 석장 (石匠)                                   | 경기 구리시                                         |                           | 2005년 2월 7일 지정, 2007년 9월 17일 해제, 중요무형문화재 제120호로 승격 |      |
| 42-1호 |      | 석장(조각) (石匠(彫刻))                       | 경기 광주시                                         | 박찬봉                    | 2002년 2월 7일 지정                                                      |      |
| 42-2호 |      | 석장(석구조물) (石匠)                         | 경기 구리시 동구릉로 114                            | 경기도                    | 2013년 12월 31일 지정                                                    |      |
| 43호   |      | 금은장 (金銀匠)                               | 경기 고양시 덕양구 화전동 283-31                    |                           | 2005년 2월 7일 지정                                                      |      |
| 44호   |      | 과천무동답교놀이 (과천무동답교놀이)           | 경기 과천시 별양동 45                               |                           | 2005년 2월 7일 지정                                                      |      |
| 44-1호 |      | 무동답교놀이(태평소)                          | 경기 과천시                                         |                           | 2010년 6월 8일 지정                                                      |      |
| 44-2호 |      | 무동답교놀이(상쇠)                            | 경기 과천시                                         |                           | 2010년 6월 8일 지정                                                      |      |
| 45호   |      | 주물장 (鑄物匠)                               | 경기 안성시 계동 91-2                               |                           | 2006년 3월 13일 지정                                                     |      |
| 46호   |      | 양주농악 (楊州농악)                           | 경기 양주시 광적면 석우리 366-1                     | 양주시                    | 2006년 3월 20일 지정                                                     |      |
| 47호   |      | 주성장(불구) (鑄成匠(佛具))                   | 경기 용인시 처인구 모현읍 문형동림로 157            |                           | 2008년 3월 24일 지정                                                     |      |
| 47-1호 |      | 주성장(범종) (鑄成匠(梵鐘))                   | 경기 용인시 기흥구 하갈동 150-1                     |                           | 2008년 3월 24일 지정                                                     |      |
| 48호   |      | 평택민요 (平澤民謠)                           | 경기 평택시 포승면 포승남로 380                     |                           | 2009년 3월 10일 지정                                                     |      |
| 49호   |      | 목조각장 (木彫刻匠)                           | 경기 남양주시                                       |                           | 2010년 3월 3일 지정                                                      |      |
| 50호   |      | 이천거북놀이                                  | 경기 이천시                                         |                           | 2010년 6월 8일 지정                                                      |      |
| 51호   |      | 양태장                                        | 경기 과천시                                         |                           | 2010년 6월 8일 지정                                                      |      |
| 52호   |      | 퇴계원산대놀이                                | 경기 남양주시 퇴계원면 도제원로17                   | 퇴계원산대놀이보존회      | 2010년 8월 2일 지정                                                      |      |
| 54호   |      | 경기송서-송서율창 (京機誦書-誦書律唱)         | 경기 동두천시                                       | 보유자 : 한병옥           | 2011년 12월 6일 지정                                                     |      |
| 55호   |      | 동두천민요 (東豆川民謠)                       | 경기 동두천시 상패로 112-13                         | 동두천민요보존회          | 2013년 12월 31일 지정                                                    |      |